# Журавель-вінценос північний
Журавель-вінценос північний (Balearica pavonina) — великий птах з родини журавлевих. Веде осілий спосіб життя в Західній і Східній Африці. Популяція цього виду ще досить велика і складає близько 40 000 особин. Вона має тенденцію до зниження і з цієї причини журавель-вінценос північний має статус уразливого виду (категорія VU) у Міжнародній Червоній книзі.
Північний вінценосний журавель є національним птахом Нігерії й часто вважається символом миру.

## Опис

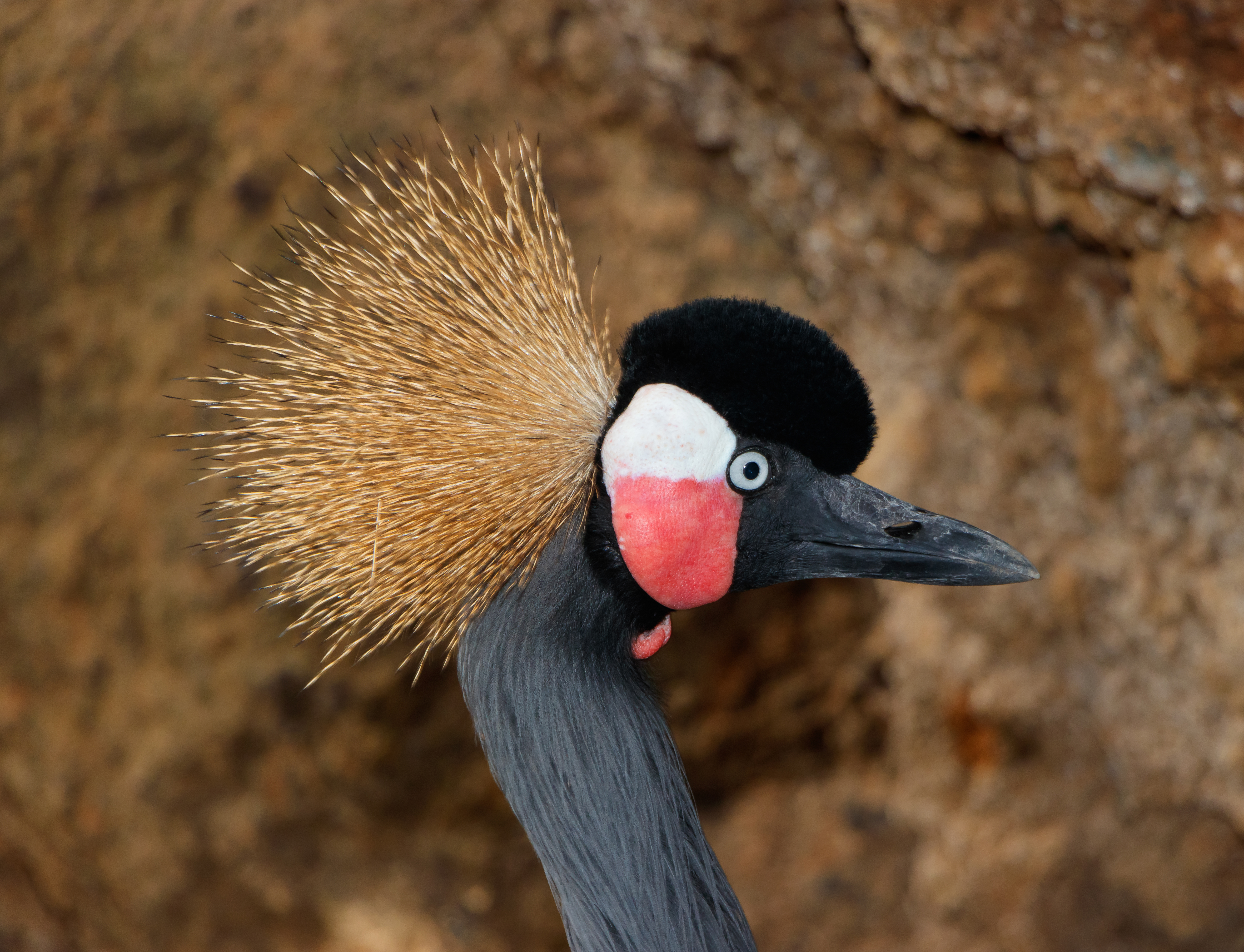
Голова зблизька

Птах заввишки 91—104 см, з розмахом крил 183—198 см і вагою 3,9—5,2 кг. Оперення більшої частини тіла чорне або темно-сіре; пір'я, що вкриває надкрила і підкрила біле. Головною відмінністю цього виду (поряд з журавлем-вінценосом південним) є наявність великого чубчика на голові, що складається з жорсткого пір'я золотистого кольору, завдяки якому птах і отримав свою назву. На щоках є червоні та білі плями, по парі з кожного боку. Розрізняють два підвиди цього журавля — B. p. pavonina, що мешкає на заході Африки; і B. p. ceciliae — в Судані і Ефіопії, відмінність яких полягає в різному розташуванні плям на щоках. У суданського виду червона пляма знаходиться вище білої, а у західно-африканського — нижче. Під підборіддям є невеликий червоний горловий мішок, аналогічний тому, що є у півня або індика, однак він здатний роздуватися. Дзьоб відносно невеликий, з боків злегка сплюснутий, чорний. Ноги чорні. На відміну від багатьох інших журавлів, у вінценосного журавля на нозі є довгий задній палець, який дозволяє птахові легко утримуватися на гілці дерева або чагарнику.
Статевий диморфізм не виражений, хоча самці виглядають дещо більшими. У молодих птахів оперення світліше, пір'я верхньої частини тіла на кінцях руде, а знизу пісочного кольору. Шия ззаду коричнева, а голова жовта.

## Поширення

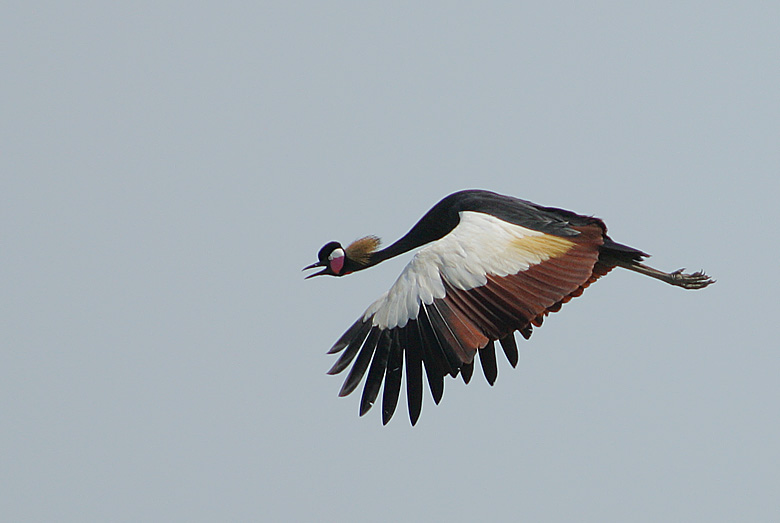
У польоті

Мешкає у саванах Сахелю на південь від Сахари, а також на сході Африки в Уганді, Руанді, Бурунді, Судані та Ефіопії. Живе на відкритих просторах — як на заболочених, так і на посушливих, однак перевагу надає болотам з прісною водою, заливним лукам або берегам водойм. Журавля також можна зустріти на полях рису або інших вологолюбних культур, занедбаних сільськогосподарських угіддях поблизу водойм. Часто в місцях проживання можна побачити акації або інші дерева, на яких птахи влаштовуються на нічліг. Вінценосний журавель не боїться людей і часто селиться поблизу від людського житла.

## Спосіб життя і розмноження

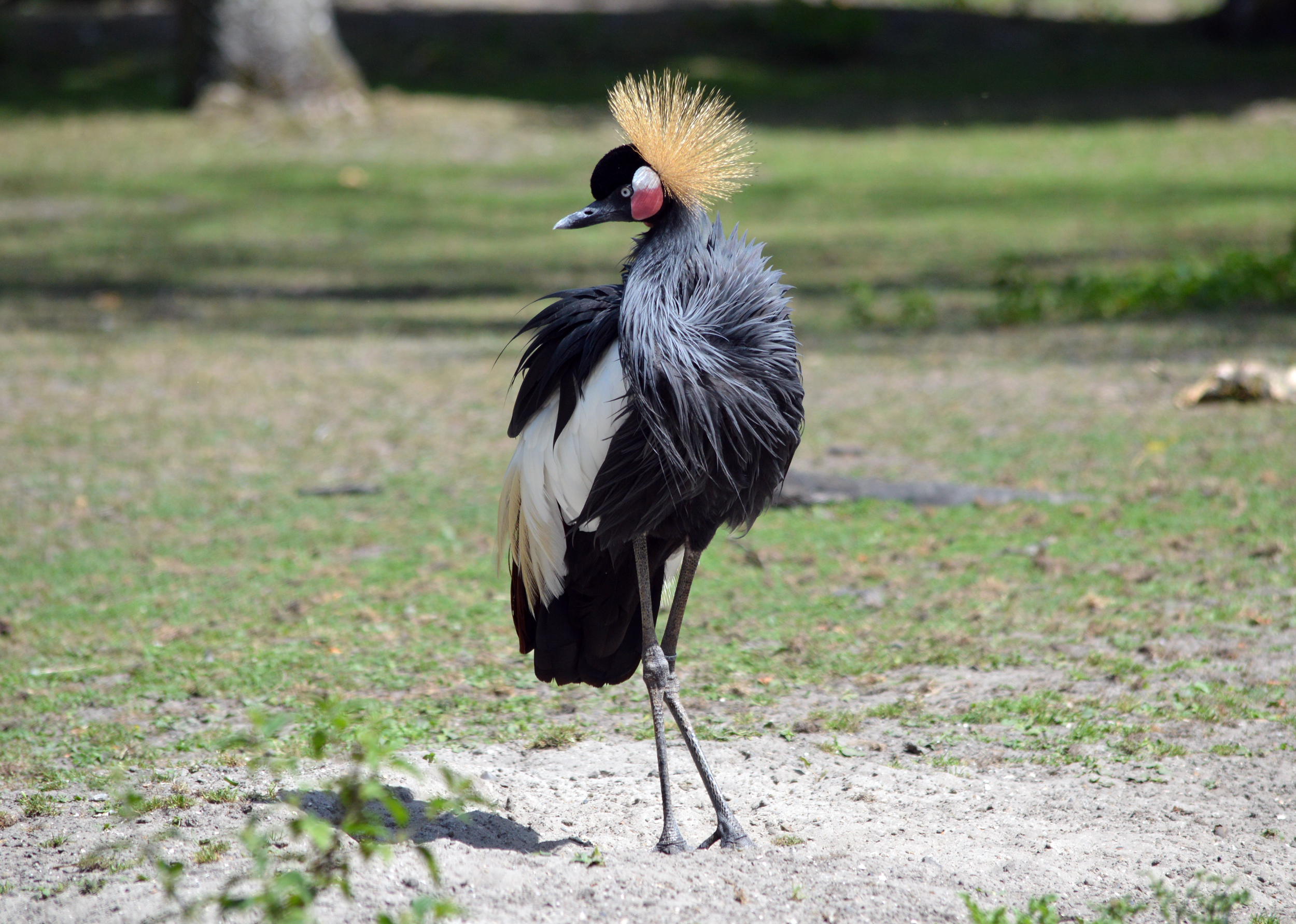
У зоопарку Ам'єн, Франція

Веде осілий спосіб життя, проте залежно від сезону здатний кочувати в межах природного ареалу. Сезонні або добові міграції можуть бути досить значними й складати десятки кілометрів. Активний в денний час. Поза сезоном розмноження збивається в зграї, часто великі; проте з настанням сезону дощів птиці розбиваються на пари й тримаються відокремлено, охороняючи свою територію не тільки від інших журавлів, але також і від інших птахів, таких як качок і гусей.
Період розмноження триває в дощовий сезон. Взаємне залицяння між самцем і самкою. може виражатися декількома способами, одним з яких є видавання ляскаючих звуків за допомогою надування і випускання повітря з горлового мішка. У цей момент журавлі схиляють голову вперед, а потім різким рухом закидають її назад. Крім того, птахи здатні видавати характерні трубні звуки, які помітно відрізняються від інших видів журавлів з довшими трахеями. Залицяння може супроводжуватися обопільними танцями, які включають в себе підстрибування, перебігання, ляскання крилами, підкидання пучків трави або похитування головою.
Територія гніздування відносно невелика і складає 10—40 га, однак вона ретельно охороняється від вторгнення інших птахів. Кругле гніздо будується з осоки або іншої трави поблизу від води або навіть прямо в ній посеред густої рослинності. Самка відкладає 2—5 (2,5 в середньому) блакитних або рожевих яєць без плям. Інкубаційний період триває 28—31 день. Обоє батьків беруть участь в висиджуванні, хоча більшу частину часу проводить в гнізді самка.
Пташенята, що вилупилися покриті пухом і здатні покинути гніздо вже через добу, хоча ще протягом 2—3 днів повертаються туди. Незабаром сім'я перебирається на більш високі трав'янисті ділянки, де годуються комахами або верхівками пагонів. На крило пташенята стають через 60—100 днів.
У посушливий сезон журавлі перебираються на височини й часто зустрічаються поблизу стад великих тварин, де є великий достаток потривожених безхребетних тварин. У несприятливий рік пара може залишатися в зграї.

## Харчування
Вінценосні журавлі всеїдні — живляться твариною та рослиною їжею. Основний раціон складають трав'яні пагони, насіння, комахи та інші безхребетні, а також дрібні хребетні тварини. Часто живляться зерном на сільськогосподарських угіддях, однак на відмінно від близького їм східного вінценосного журавля фермери не розглядають їх як шкідників.

## Загрози
Основною загрозою для популяції даного виду називають вилов і торгівлю цими птахами. В деяких західно-африканських країнах, таких як Малі існує традиція утримання цих птахів у домашніх умовах. Проте за останні 30 років міжнародна торгівля цим видом значно збільшилась, що відобразилось на загальній чисельності птахів. Крім того, серед деструктивних факторів називають зменшення площі боліт через господарську діяльність людини.